# براندون كروفورد
براندون كروفورد (بالإنجليزية: Brandon Crawford)‏ هو لاعب كرة قاعدة أمريكي، ولد في 21 يناير 1987 في ماونتن فيو في الولايات المتحدة.

## وصلات خارجية
- الموقع الرسمي
- براندون كروفورد على موقع دوري كرة القاعدة الرئيسي (الإنجليزية)
- براندون كروفورد على موقعبيزبول رفرنس.كوم (الدوري الرئيسي) (الإنجليزية)
- براندون كروفورد على موقعبيزبول رفرنس.كوم (الدوري الثانوي) (الإنجليزية)
- براندون كروفورد على موقع إي إس بي إن.كوم (أم.أل.بي) (الإنجليزية)
- براندون كروفورد على موقع مشجعي الرسوم البيانية (الإنجليزية)